# Proteina SNARE
Le proteine SNARE costituiscono una famiglia di proteine integrali di membrana con più di 35 membri, localizzati in specifici comparti sub-cellulari.
Sono dei recettori di SNAP 
(SNAP=Soluble NSF Attachment Protein dove la sigla NSF indica una ATPasi e significa fattore sensibile alla N-etilmaleimide), da cui l'acronimo SNARE (SNAP REceptor).
Benché variabili in dimensione e struttura, tutte le proteine SNARE contengono nel loro dominio citosolico un segmento di circa 70 aminoacidi disposti in eptadi ripetute chiamato motivo SNARE.
Le proteine SNARE si differenziano tra loro nella regione N-terminale e si dividono dunque in vari subgruppi
per la presenza o assenza di domini che possono variare in lunghezza e mostrare dei fold differenti ed indipendenti fra di loro.
Le SNARE sono coinvolte nei processi di trasporto vescicolare e possono essere divise in due categorie: v-SNARE, incorporate nelle membrane delle vescicole di trasporto durante il processo di gemmazione, e t-SNARE, situate nella membrana del compartimento bersaglio.

## Funzione
La funzione delle SNARE è quella di mediare l'aggancio delle vescicole con la membrana del compartimento che deve ricevere il carico. Le SNARE meglio studiate sono quelle coinvolte nel rilascio dei neurotrasmettitori a livello della membrana presinaptica del neurone. 
La membrana plasmatica del neurone contiene due t-SNARE, (la sintaxina e la SNAP-25), mentre la membrana della vescicola sinaptica contiene una singola v-SNARE (la sinaptobrevina). Quando vescicola e membrana si avvicinano, le proteine SNARE interagiscono tra loro a formare fasci di quattro filamenti. Ogni fascio è costituito da due α-eliche della SNAP-25, una α-elica della sintaxina e una dalla sinaptobrevina.
Il fascio, così strettamente intrecciato, tira i due doppi strati lipidici adiacenti. Quando il doppio strato delle due membrane si fonde, le SNARE che prima sporgevano dalle membrane separate si trovano ora nella stessa membrana cellulare. 
La dissociazione del complesso di SNARE a quattro filamenti è opera della proteina citosolica NSF, che si attorciglia attorno al fascio e lo spezza letteralmente.